# Mikołaj Wulzak
Mikołaj Wulzak, także Wulsak, Wulsach, Wulsag, Welsag (ur. ok. 1356, zm. 15 września 1429), duchowny, proboszcz w Elblągu, fundator biblioteki.

## Życiorys
Prawdopodobnie pochodził z rodziny mieszczan gdańskich. W 1380 był studentem uniwersytetu w Pradze, gdzie uzyskał bakalaureat (4 kwietnia 1381) i magisterium (1385) ze sztuk wyzwolonych, a następnie bakalaureat z prawa (1385). W okresie studiów należał do uniwersyteckiej nacji polskiej. Po uzyskaniu tytułów naukowych wykładał na uczelni praskiej, pełniąc też w latach 90. XIV wieku funkcję rektora ołtarza Św. Krzyża w kościele Św. Mikołaja (na Kurzym Targu), tradycyjnie związanym z uniwersytecką bursą pod wezwaniem Wszystkich Świętych. W 1395, wspólnie z innymi duchownymi pruskiego pochodzenia, wystąpił do papieża z memoriałem w sprawie kanonizacji mistyczki Doroty z Mątowów.
U schyłku XIV wieku powrócił na ziemie rodzinne, z zamiarem podjęcia wykładów na planowanym uniwersytecie w Chełmnie. Inicjatywa ta jednak nie doszła do skutku. Wulzak osiadł wówczas w Elblągu, w 1400 obejmując znaczące probostwo Św. Mikołaja; okazało się one szczytem jego kariery duchownej. Zaangażowany w sprawy parafialne — przeprowadził m.in. rozbudowę zakrystii i pokrycie dachem prezbiterium — udzielał się również naukowo i artystycznie. W 1403 ufundował bibliotekę parafialną, stanowiącą najstarszy znany księgozbiór parafialny na Pomorzu; był inicjatorem budowy pomieszczenia dla biblioteki, które wyposażył w sprzęty (15 pulpitów) oraz ufundował malowidła. Półtora stulecia po śmierci założyciela zbiory biblioteki liczyły 255 tomów, z czego część była przechowywana w zakrystii. Z fundacji Wulzaka pochodziły ponadto rzeźby drewniane dla kościoła Św. Mikołaja — krucyfiks z figurami Maryi i św. Jana, figury św. Mikołaja, Chrystusa oraz apostołów. Proboszcz był fundatorem ornatów i srebrnego krucyfiksu, przekazał też dla kościoła 45 grzywien, z których roczny procent przeznaczył na utrzymanie wiecznej lampki oraz uświetnianie nabożeństw wielkanocnych przez uczniów elbląskiej szkoły. 
Wulzak był hojnym fundatorem także dla innych kościołów; znalazł się na listach dobrodziejów kolegiaty w Dobrym Mieście, klasztoru w Pelplinie, klasztoru w Darłowie. Zmarł 15 września 1429 w wieku przeszło 70 lat.